# Arroyo Mandisoví Chico
Arroyo Mandisoví Chico är ett vattendrag i Argentina.   Det ligger i provinsen Corrientes, i den nordöstra delen av landet, 400 kilometer norr om huvudstaden Buenos Aires.
Runt Arroyo Mandisoví Chico är det glesbefolkat, med 9 invånare per kvadratkilometer.